# Trolls - La festa continua!
Trolls - La festa continua! (Trolls: The Beat Goes On!) è una serie animata statunitense prodotta da DreamWorks Animation e basata sul film originale Trolls. È stata pubblicata su Netflix il 19 gennaio 2018. In Italia, la serie viene mandata in onda su Frisbee dal 24 settembre 2018. La trama è ambientata dopo gli eventi del primo film e del cortometraggio, e verrà utilizzata l'animazione in 2D.

## Personaggi e doppiatori

### Personaggi principali
- Poppy, doppiata da Amanda Leighton in originale[4] e da Rossa Caputo in italiano.
È la regina dei Troll. Ha i capelli fucsia. È amica di Brigida, mentre Minuta le fa da aiutante.
- Branch: doppiato da Skylar Astin in originale e da Alessandro Campaiola in italiano.[4].
È un Troll che ha vissuto solo in un bunker per paura di essere rapito da un Bergen come è successo a sua nonna. Dalla morte di sua nonna, sua ultima parente, era diventato grigio, ma da quando ha salvato i colori dei Troll è tornato normale: con la pelle verde-azzurrina, i capelli blu e gli occhi azzurri.
- Grandino (Biggie): È blu con i capelli azzurro chiaro e il naso violetto. È il Troll con la chioma più corta. Gira sempre con in braccio il suo verme, il signor Dinkles. È un cantante e ballerino. David Finn.[4] e in italiano da Luigi Morville.
- DJ Suki: Ha la pelle fucsia, i capelli arancioni legati in una coda di cavallo, il naso azzurro e gli occhi rosa, indossa sempre delle cuffie bianche. È doppiata da Fryda Wolff [4]. e da Giuppy Izzo in italiano.
- Seta (Satin) e Ciniglia (Chenille): sono due Troll gemelle unite tramite i capelli, esperte in tutto ciò che riguarda la moda. Seta ha la pelle rosa-violetto, il naso lilla, gli occhi azzurri e i capelli azzurro chiaro, poi viola e dove si uniscono a quelli della sorella rosa. Ciniglia ha la pelle bluastra, il naso violetto, gli occhi rosa e i capelli come quelli della sorella. Nel film Ciniglia ha gli occhi rosa anziché azzurri, mentre Seta ha i capelli verde acqua. Sono doppiate da Fryda Wolff.[4] e da Giulia Catania e Gemma Donati in italiano.
- Cooper: Ha i capelli azzurri e il pelo rosa a strisce e indossa un berretto verde. È doppiato da Ron Funches.[4] e da  Nanni Baldini in italiano.
- Guy Diamante (Guy Diamond): ha il corpo argentato e i capelli grigi, gli occhi azzurri e il naso verde. È doppiato da Sean Krishnan.[4] e da Stefano Thermes in italiano.
- Minuta (Smidge), è la Troll più bassa e ha i capelli azzurri legati da un fiocco rosa, la pelle gialla e gli occhi azzurri. È doppiata da Kevin Michael Richardson.[4] e da Francesco De Francesco in italiano.

### Altri personaggi
- Re Peppy: è il padre di Poppy e ha la pelle arancione, il naso giallo, gli occhi arancioni e i capelli fucsia come quelli della figlia, inoltre ha un paio di baffoni all'ingiù. Doppiato in italiano da Pino Insegno.
- Gristle Jr.: è il re dei Bergen, ha la pelle verde chiara e i capelli verde scuro. È spesso affiancato da Chad e Todd, le sue guardie. Doppiato da Gabriele Patriarca in italiano.
- Brigida (Bridget): Ha la pelle grigiastra tendente al celeste, gli occhi rosa, i capelli lilla legati in due codini. Doppiata da Francesca Manicone in italiano.
- Creek: Ha la pelle viola, il naso arancione e i capelli turchesi con le punte verdi e pratica yoga. In passato ha tradito i Troll, che sono riusciti a salvarsi solo per mezzo di Brigida.  Doppiato da Matt Lowe.[4] e da Emiliano Coltorti in italiano.
- CJ: è la nipote di DJ Suki. Ha la carnagione magenta e i capelli azzurri.
- Nova Swift: una Troll lilla con i capelli biondi.
- Sky Toronto: un Troll glitterato giallo con i capelli blu. È un imprenditore e produce e vende articoli da festa.
- Keith: un bambino troll verde coi capelli blu.
- Larou-Larou: una troll azzurra dalla chioma viola.
- Fuzzbert: un troll arancione interamente ricoperto di capelli verdi. Comunica attraverso suoni e versi. Se risucchia un Troll, lo porterà in una dimensione parallela.
- Gia Grooves: l'unica Troll glitterata a portare dei vestiti. È rosa con i capelli molto chiari e folti. Ha un figlio che dorme sempre tra i suoi capelli; inoltre gestisce un asilo per bebè troll.
- Harper: una troll artista e pittrice.
- Signor Nuvola (Cloud Guy): Doppiato da Walt Dohrn.[4] e da Francesco De Francesco in italiano.
- Milton Moss: È il veterinario del villaggio.
- Groth: un Bergen che non va molto d'accordo coi Troll. È verde con i capelli neri e a volte terrorizza inconsapevolmente il suo stesso re.
- Nangus: un Bergen, figlio del Signor Spaccateste, che si occupa delle prigioni di Bergen Town e inoltre addestra animali. Ha la pelle grigiastra e porta un cappuccio nero, occhiali rossi e delle catene.
- Tug Duluth: una guida turistica.
- Tobey: è un Troll ballerino e scatenato viola coi capelli azzurri.
- Baha: è una Troll blu dai capelli arancioni, una volta è rimasta intrappolata insieme a Branch dentro il grande pesce Finn Cascata, nell'omonimo sesto episodio della settima stagione.
- Priscilla: una troll gialla con i capelli rosa e gli occhiali rossi, molto amica di CJ Suki e Keith.
- Ka-boom/Archer Pastry: è uno degli Spaccafeste, ovvero lontani cugini dei Bergen grandi come i Troll. Sotto forma di Troll il suo nome è Archer Pastry, ha i capelli viola e la pelle rossa.
- Peter: è la seconda spia degli Spaccafeste. Odia Bash. Sarà lui a cacciare dal villaggio dei Troll gli Spaccafeste. Sotto forma di Troll è il dentista, di colore blu con una parrucca da Troll arancione.
- Bash: È sempre affiancato da due Spaccafeste.